# Shut Down (canción de The Beach Boys)
«Shut Down» es una canción escrita por Brian Wilson, Roger Christian y Mike Love para el grupo estadounidense The Beach Boys. Apareció en los álbumes de estudio Surfin' USA y Little Deuce Coupe de 1963. También se editó como lado B del sencillo "Surfin' USA". El corte llegó al puesto n.º 3 en Estados Unidos y n.º 34 en el Reino Unido. "Shut Down" llegó al puesto 25 en el Cash Box.
La canción detalla unos arrancones entre una Super-Stock 413 modelo 1962 impulsado por inyección de combustible de 1963 y un Chevrolet Corvette Stingray.
La canción al principio fue acreditada solamente a Wilson y Christian. El nombre de Mike Love fue añadido como consecuencia de un juicio de Love contra Wilson en los años 1990.

## Publicaciones
"Shut Down" se editó como lado B del sencillo "Surfin' USA", y tiene la singularidad de haber sido editada en Little Deuce Coupe y Surfin' USA, ambos de 1963. Fue compilada en Best of The Beach Boys Vol. 3 de 1968, en el álbum doble Endless Summer de 1974, en el box Good Vibrations: Thirty Years of The Beach Boys de 1993, en The Greatest Hits - Volume 1: 20 Good Vibrations de 1999, en Hawthorne, CA de 2001, en Sounds of Summer: The Very Best of The Beach Boys de 2003, en U.S. Singles Collection: The Capitol Years, 1962-1965 de 2008, en Fifty Big Ones: Greatest Hits de 2012 y Made in California de 2013.

### En vivo
"Shut Down" era interpretada muy frecuentemente en sus presentaciones en directo, por ello salió en el álbum en vivo Live – The 50th Anniversary Tour de 2013. Además se puede ver en el DVD The Lost Concert, de un concierto inédito de 1964.
Una versión en vivo de "Shut Down" fue publicada en el álbum de compilación Hawthorne, CA, y también la parte de una mezcla en vivo en Endless Harmony Soundtrack.

## Músicos
- Mike Love - vocal, saxofón
- David Marks - guitarra
- Brian Wilson - bajo, vocal
- Carl Wilson - guitarra, vocal
- Dennis Wilson - batería y vocal